# Princes Park
Princes Park (česky Princův park) je veřejný park o rozloze 13 ha ve městě Eastbourne v hrabství Východní Sussex v Anglii, který se nachází cca 1,6 km východně od centra města Eastbourne a viktoriánského nábřeží.
Park se skládá z řady zahrad, osmnácti jamkového golfového hřiště, bowlingové dráhy, jezírka pro lodičky (známého jako Crumbles Pond) a dvou malých dětských hřišť, z nichž jedno má brouzdaliště. V severní části parku se nachází fotbalové hřiště známé jako The Oval, které je domovem Eastbourne United A.F.C., a hřiště, na němž se několikrát ročně hostují putovní lunaparky a cirkusy.
Park se původně jmenoval Gilbert's Recreation Ground, podle majitele pozemku, a který jej v roce 1907 pronajal městské radě Eastbourne Borough Council. Dne 30. června 1931 park navštívil král Eduard VIII., v té době princ z Walesu, a zasadil zde stálezelený dub; na jeho počest byl park krátce poté přejmenován na Prince's Park.
V polovině čtyřicátých let 20. století chtěla místní rada z části parku vybudovat sportoviště s atletickou dráhou a travnatou cyklostezkou. V roce 1946 byl pozván fotbalový klub Eastbourne Old Comrades (Eastbourne United A.F.C.), aby zde hrál svá zápasy poté, co bylo jeho původní hřiště zvané Lynchmere prodáno k zástavbě.
V sedmdesátých letech 20. století zde na hřišti hrála své domácí zápasy společnost Eastbourne Borough FC, než se přestěhovala na Priory Lane. 
Princes Park byl oceněn Green Flag Award (Zelená vlajka).